# レオン・ケンゴ
レオン・ケンゴ・ワ・ドンド（フランス語: Léon Kengo wa Dondo、1935年5月22日 - ）は、ザイール及びコンゴ民主共和国の政治家。モブツ・セセ・セコ政権のもとで国家第一委員（現在のコンゴ民主共和国における首相に相当）を数回務めた。そのほか、経済の世界化や自由市場経済の提唱者として活躍したほか、2007年から2019年までコンゴ民主共和国上院議長を務めた。

## 初期の経歴
1935年5月22日、ベルギー領コンゴ（現・コンゴ民主共和国）でエクアトゥール県のLibengeにて、ポーランド系ユダヤ人の父とルワンダ系ツチ族の母の元にレオン・ルビッツとして生まれる。1971年にモブツ政権におけるアフリカナイゼーションによりレオン・ケンゴ・ワ・ドンドに改名した。2011年12月31日、レオン・ケンゴはフランスのパリ北駅前でコンゴの活動家らに襲撃された。

### 上院議長として

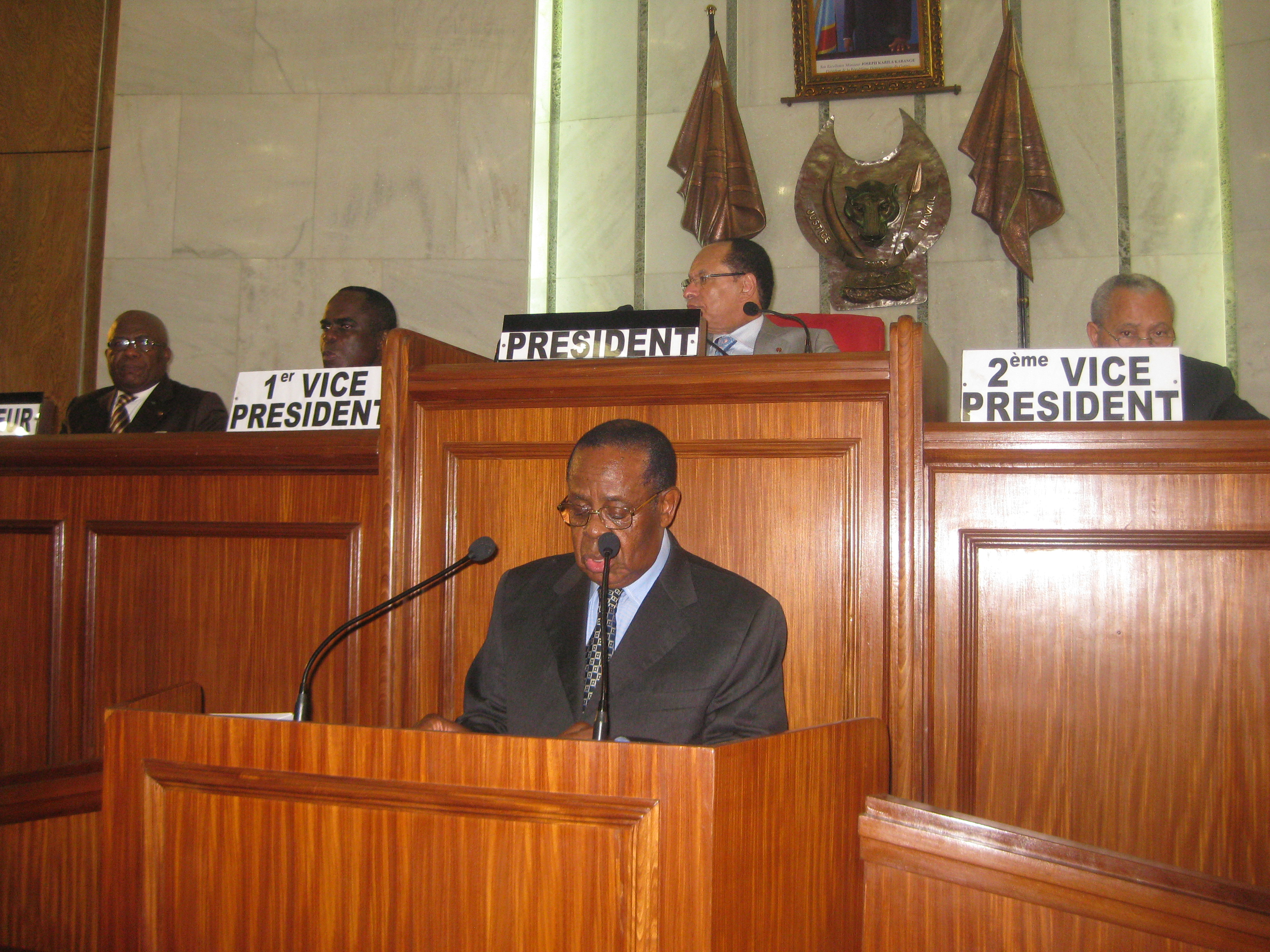
上院議長を務めるケンゴ (奥)

## 参考
1. ↑  Official birth date mentioned on his candidacy file for the 2011 presidential elections: Kengo wa Dondo Léon, Radio Okapi, 28 September 2011
2. ↑  “Zaire's Prime Minister Gives in to Parliament and Resigns Post”. Los Angeles Times. (25 March 1997).
3. ↑  “Democratic Republic of the Congo”. New Parline: the IPU’s Open Data Platform (beta) (2018年7月5日). 2022年4月20日閲覧。
4. ↑  Dan Colwell, "The Jews of the Congo", The Bulletin (Brussels), 26 February 2004
5. ↑  Gérard Prunier, The Rwanda crisis: history of a genocide,  C. Hurst & Co. Publishers, London, 1995, p. 319 n16 ISBN 978-1-85065-372-1
6. ↑  Romain chanson, "À Paris, le procès du guet-apens contre Léon Kengo wa Dondo, ancien président du Sénat de RDC", Jeune Afrique, 03 April 2025